# SBS-3
O SBS-3 foi um satélite de comunicação geoestacionário estadunidense que foi construído pela Hughes, ele era de propriedade da Satellite Business Systems. O satélite foi baseado na plataforma HS 376 e sua expectativa de vida útil era de 7 anos. O mesmo ficou fora de serviço em 02 de junho de 1995 e foi movido para a órbita cemitério.

## História
O satélite foi lançado para a Satellite Business Systems, abreviado para SBS, que foi uma empresa fundada pela IBM, Aetna, Comsat (e mais tarde foi totalmente comprada pela IBM e posteriormente vendido para a MCI), que forneceu as comunicações via satélite profissionais privadas através de sua frota de satélites geoestacionários SBS, ela foi a primeira empresa a fornecer este tipo de serviço.
O SBS-3 (Satélite Business Systems 3) foi implantado pela missão STS-5 da NASA. Ele foi usado para fornecer redes privadas totalmente voltada para empresas, agências governamentais e outras organizações com as grandes exigências e variados por comunicação via satélite.
O satélite saiu de serviço em 02 de junho de 1995 e foi enviado para a órbita cemitério.

## Lançamento
O satélite foi lançado com sucesso ao espaço no dia 11 de novembro de 1982, às 12:19:00 UTC, abordo do ônibus espacial Columbia durante a missão STS-5, a partir do Centro Espacial Kennedy, na Flórida, EUA, juntamente com o satélite Anik C3. Ele tinha uma massa de lançamento de 1.117 kg.

## Capacidade
O SBS-3 era equipado com 14 transponders em banda Ku.

## Nota Histórica
O SBS-3 foi o primeiro satélite para fins comerciais lançado pela NASA abordo de um ônibus espacial.